# Arras matrimoniales

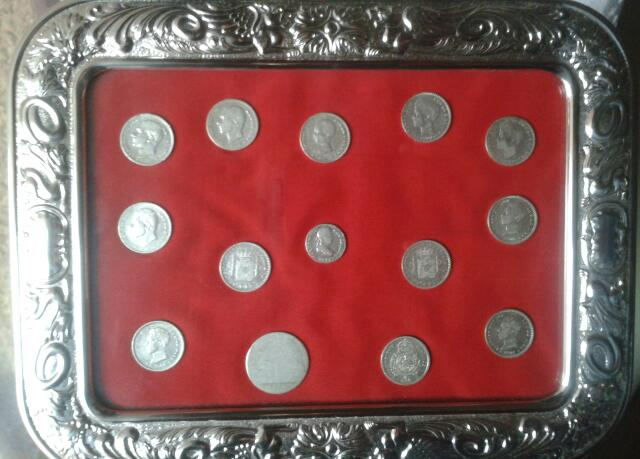
Arras. Monedas de plata del S XIX utilizadas como arras en la ceremonia del matrimonio

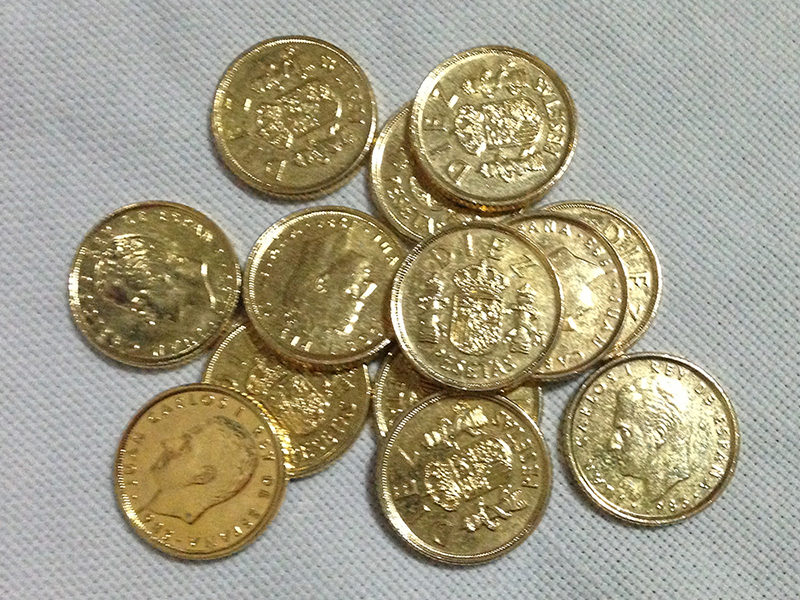
Arras matrimoniales

Las arras matrimoniales son un conjunto de 13 monedas que en el rito católico del matrimonio en España, Filipinas y gran parte de Hispanoamérica los novios intercambian en la ceremonia nupcial. El contenido simbólico responde a la compartición de los bienes materiales de la nueva sociedad, cuyo contrato se perfecciona tras la transacción.
Aunque de origen romano-germánico, en su configuración actual, el ritual es de origen mozárabe y establece doce partes (representadas por las monedas) para los meses del año y una para los pobres. No corresponden pues, en tanto que símbolo de destino común, ni a dote ni a precio alguno por la novia.

## Edad Media
En la Edad Media se llamaba a la dotación del novio a la novia. Era importante materialmente e incluía comúnmente regalos además de propiedades. Algunos eclesiásticos distinguían el matrimonio del concubinato por la existencia de dichas arras. Las arras solían tener un límite, entre un 10% y un 50% de la propiedad o herencia del novio según época y lugar, aunque podían añadirse regalos hasta cierto valor, que aumentaba si ella también le hacía regalos. La mujer podía disponer de las arras hasta que tuviera hijos, que tenían el derecho a tres cuartas partes de ellas. Si enviudaba podía vivir de las rentas de dichas arras hasta volver a casarse.
Las cartas de arras contenían sermones cortos sobre el matrimonio y lecturas apropiadas, tanto de la biblia como del ritual hispano. Cambiaron poco entre los siglos IX y finales del XII. Las cartas conservadas pertenecían a gente acomodada e incluyen como arras tierras, casas, ganado, esclavos o ropa.
Para la gente de las ciudades fronterizas las arras debían ser más modestas y regularizarse para facilitar los matrimonios. Algunas, por ejemplo, las fijaron en 20 maravedís por una virgen y 10 por una viuda o por una joven aldeana. Para facilitar aún más los matrimonios, las arras podían también pagarse a plazos.
Destaca la Carta de arras que otorga Rodrigo Díaz el Campeador a Jimena datada en 1079. El documento cita como fedatarios a García Ordóñez (titulado ya como conde) y a Pedro Ansúrez.

## Rito de entrega de arras[2]
Existen en España dos ritos tradicionalmente aceptados para la entrega de las arras en una ceremonia de matrimonio católica: el rito romano y el rito hispano. En ambos casos el sacerdote recibe las arras (habitualmente de alguno de los niños de la familia), las bendice y las ofrece al novio. Posteriormente se produce un intercambio de las monedas entre los dos cónyuges en las que se recitan diferentes versos según el rito:
- Rito romano: quien las entrega dice el nombre de su cónyuge seguido de “recibe estas arras como prenda de la bendición de Dios y signo de los bienes que vamos a compartir”.
- Rito hispano: el cónyuge que las ofrece dice “estas arras te doy en señal de Matrimonio”  y el que las recibe recita “Yo las recibo”.